# TORMAN
TORMAN, Akademicko-naukowa sieć komputerowa TORMAN – sieć komputerowa typu MAN, działająca na obszarze Torunia i województwa kujawsko-pomorskiego.

## Historia
Pierwsze w Polsce prace nad budową lokalnej sieci światłowodowej typu Cambridge Ring były prowadzone na Uniwersytecie Mikołaja Kopernika w Toruniu w latach 1985–1990. W 1990 r. w ramach centralnego projektu CPBR nr 8.13 zbudowano Pomorską Akademicką Sieć Komputerową PASK, obejmującą ośrodki akademicko-naukowe Bydgoszczy, Gdańska i Torunia. Koordynatorem PASK był Ogólnouczelniany Ośrodek Obliczeniowy UMK. W latach 1991–1992 uruchomiono w Toruniu regionalny węzeł EARN (European Academic and Research Network) i węzeł NASK (Naukowa i Akademicka Sieć Komputerowa). Oba węzły obsługiwały użytkowników z Bydgoszczy, Olsztyna i Torunia.
Bazując na zdobytych doświadczeniach projektowo-sieciowych 30 marca 1993 r. wszystkie jednostki akademicko-naukowe miasta Torunia i Urząd Miejski z Torunia podpisały porozumienie środowiskowe w sprawie budowy miejskiej sieci komputerowej TORMAN. Koordynatorem budowy i utrzymania sieci TORMAN został Ogólnouczelniany Ośrodek Obliczeniowy UMK – obecnie Uczelniane Centrum Informatyczne UMK. Pierwszy etap zbudowanej sieci TORMAN w układzie pierścienia FDDI oddano do użytkowania 14 lutego 1995 r.

## Infrastruktura
Obecna infrastruktura sieci TORMAN obejmuje ponad 90 km własnych traktów światłowodowych, ponad 70 km traktów dzierżawionych i ponad 30 węzłów sieciowych, usytuowanych głównie w budynkach toruńskich uczelni oraz w Piwnicach k/Torunia i w Grudziądzu. Sieć TORMAN zbudowana jest w oparciu o sprzęt m.in. Cisco, Juniper, IBM, Sun i Dell, który zabezpiecza prace w szerokopasmowej technologii Ethernet, GigaEthernet i 10 GigaEthernet dla ponad stu sieci LAN. Sieć TORMAN włączona jest kanałami 10 Gb/s do ogólnopolskiej sieci PIONIER, posiadającej dalej styki z europejskim i światowymi sieciami akademicko-naukowymi, w tym GEANT.

## Usługi
Sieć TORMAN obsługuje wszystkie jednostki akademicko-naukowe i badawczo-rozwojowe w Toruniu, Piwnicach k/Torunia i w Grudziądzu. Świadczy również usługi dla jednostek samorządowych, szpitali, bibliotek, szkół i podmiotów komercyjnych. TORMAN obsługuje łącznie ponad 90 tys. użytkowników.
Podstawowe usługi to m.in.: MAIL, WWW, FTP, DNS, LDAP, NEWS, MAILLIST, RADIUS, dostęp do zasobów informacyjnych (biblioteki, bazy danych) i archiwów, dostęp do węzłów obliczeniowych, usługi dodane PLATON, wsparcie teleinformatyczne programu „Źródła genealogiczne mieszkańców województwa kujawsko-pomorskiego”, zabezpieczenie dostępu sieciowego dla radioastronomicznych prac badawczych w ramach europejskiego programu VLBI.
Utrzymanie i administrowanie sieci TORMAN zabezpiecza Uniwersytet Mikołaja Kopernika za pośrednictwem Laboratorium TORMAN Uczelnianego Centrum Informatycznego.